# Četekovac
Četekovac falu Horvátországban Verőce-Drávamente megyében. Közigazgatásilag Szentmiklóshoz tartozik.

## Fekvése
Verőcétől légvonalban 37, közúton 41 km-re délkeletre, községközpontjától 4 km-re nyugatra, Nyugat-Szlavóniában, a Drávamenti-síkságon, az Atyináról Szentmiklósra menő út mentén, Balinci és Čojlug között fekszik.

## Története
A 19. század közepén keletkezett Balinci és Čojlug között az Atyináról Szentmiklósra menő út mentén. A második katonai felmérés térképén „Četekovac” néven találjuk. 1869-ben 211, 1910-ben 285 lakosa volt. 1910-ben a népszámlálás adatai szerint lakosságának 82%-a horvát, 11%-a szlovák, 4%-a magyar anyanyelvű volt. Verőce vármegye Szalatnoki járásának része volt. Az első világháború után 1918-ban az új szerb-horvát-szlovén állam, majd később (1929-ben) Jugoszlávia része lett. 1991-ben lakosságának 97%-a horvát nemzetiségű volt. 1991. szeptember 3-án a szerb lázadók és a JNA katonái Balinci, Četekovac és Čojlug falvakban 21 polgári személyt gyilkoltak meg. A falu kápolnáját felgyújtották. 2011-ben 213 lakosa volt.

## Lakossága
| Lakosság változása | Lakosság változása | Lakosság változása | Lakosság változása | Lakosság változása | Lakosság változása | Lakosság változása | Lakosság változása | Lakosság változása | Lakosság változása | Lakosság változása | Lakosság változása | Lakosság változása | Lakosság változása | Lakosság változása | Lakosság változása |
| ------------------ | ------------------ | ------------------ | ------------------ | ------------------ | ------------------ | ------------------ | ------------------ | ------------------ | ------------------ | ------------------ | ------------------ | ------------------ | ------------------ | ------------------ | ------------------ |
| 1857               | 1869               | 1880               | 1890               | 1900               | 1910               | 1921               | 1931               | 1948               | 1953               | 1961               | 1971               | 1981               | 1991               | 2001               | 2011               |
| 0                  | 211                | 213                | 239                | 296                | 285                | 318                | 371                | 479                | 468                | 396                | 394                | 358                | 311                | 252                | 213                |

(1869-től településrész, 1890-től önálló településként. 1857-ben lakosságát Balincihez számították.)

## Nevezetességei
- Szent Nikola Tavelić tiszteletére szentelt római katolikus kápolnája 1971-ben épült. A délszláv háború idején a faluba bevonuló szerb egységek felgyújtották. 1992-ben az épületet teljesen helyreállították.
- A délszláv háború áldozatainak emlékműve a temetőben.